# Burg Bischofstein
Die Burg Bischofstein liegt als Spornburg am westlichen Ufer der Mosel zwischen Moselkern und Hatzenport in der Gemarkung von Lasserg, einem Stadtteil von Münstermaifeld. Direkt gegenüber auf der anderen Seite der Mosel befindet sich die Gemeinde Burgen. 1689 von französischen Truppen zerstört, wurde sie in den 1930er-Jahren als Feriendomizil wieder aufgebaut. Seit 1954 beherbergt sie ein Schullandheim. Das charakteristischste Erkennungsmerkmal der Burg ist ein weißer Putzstreifen etwa auf halber Höhe des Bergfrieds.

## Geographie

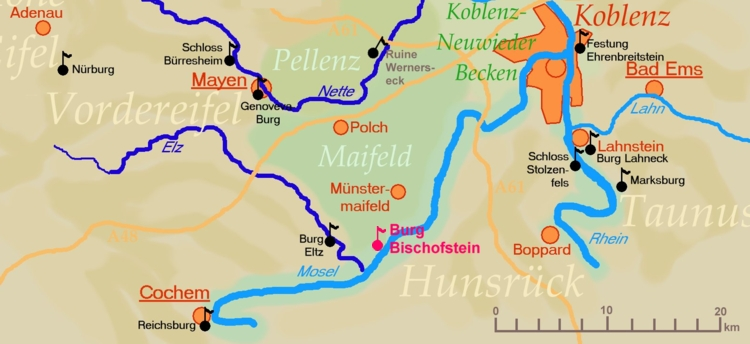
Lage der Burg Bischofstein im Landkreis Mayen-Koblenz

Noch auf dem Rand der südlichen Hochfläche der Eifel, dem Maifeld bei 150 m ü. NHN gelegen, thront die Spornburg weithin sichtbar in halber Berghöhe auf einem Felsensporn über dem Moseltal. Unterhalb verläuft die B 416, die auf diesem Abschnitt Moselschiefer-Straße heißt. Die nächsten größeren Städte sind Cochem, etwa 25 km moselaufwärts, und Koblenz, das 35 km moselabwärts liegt.
Gegenüber der Burg mündet der Baybach in die Mosel, der sich mit Schluchten und Talweiten in den Hunsrück eingegraben hat. Die Nachbarorte Moselkern und Hatzenport, beide etwa 2 km entfernt, sind typische Weinanbaudörfer der Mosel. Moselkern ist Mündungsort des Elzbaches, in dessen Tal die Burg Eltz liegt. Die Hatzenporter Winzer keltern einen Weißwein der Lage Burg Bischofstein.

## Geschichte

### 13. Jahrhundert bis 1880
Die Errichtung der Burg Bischofstein wurde durch Erzbischof Arnold II. von Trier zwischen 1242 und 1259 begonnen. Eine weitere Erwähnung der Burg stammt aus dem Jahr 1262, als der Trierer Archidiakon Heinrich von Bolanden auf Bischofstein residierte. Dies geht aus einer Urkunde vom 10. Juni 1262 hervor, in der er auf Bischofstein verspricht, den Klöstern Laach und Rommersdorf Schulden abzulösen.

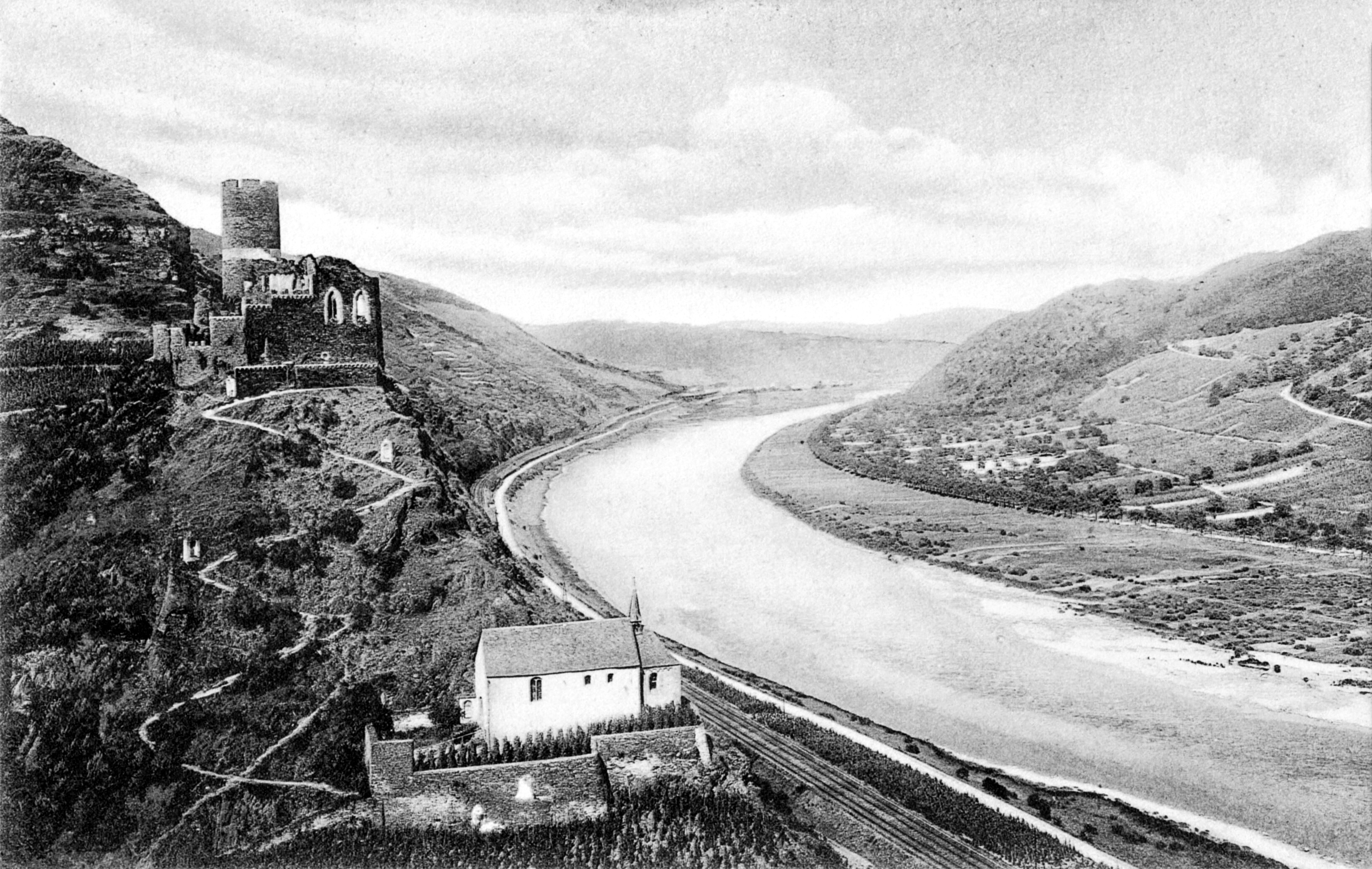
Ruine Bischofstein um 1900, darunter die Pauluskapelle.

Der genaue Baubeginn ist unbekannt. Gesichert ist, dass Heinrich von Bolanden die halb vollendete Burg zu einem unbekannten Zeitpunkt gekauft und auf eigene Kosten vollendet hat. Dies geht aus der für Bischofstein wohl wichtigsten Urkunde vom 11. September 1273 hervor. Zu diesem Zeitpunkt schenkte Heinrich von Bolanden die von ihm fertiggestellte Burg Bischofstein dem Trierer Domkapitel. Die Bedingungen für die Schenkung waren: ein lebenslanges Wohnrecht sowie die Auflage, dass er und alle ihm nachfolgenden Amtsträger mit der Burg belehnt werden sollten.
Sein Nachfolger Hermann von Weilnau gestand 1303 dem Erzbischof Peter von Nassau das Öffnungsrecht für Bischofstein zu. Nun stand dem Erzbischof im Kriegsfall Bischofstein zur Verfügung. Heinrich von Pfaffendorf, der dritte mit Bischofstein belehnte Archidiakon, verpflichtete sich 1329:
- keine Gegner des Erzbischofs auf der Burg zu dulden,
- die Übergänge über die Mosel zu schützen und
- keine Vasallen oder Burgmänner ohne Genehmigung des Erzbischofs aufzunehmen.

Heinrichs Nachfolger Gottfried von Brandenburg musste sich schließlich zur Schadensunterlassung verpflichten, damit konnte er Bischofstein nur noch mit Abstimmung des Erzbischofs nutzen. Nach Friedrich Pfalzgraf bei Rhein, der 1501 mit Bischofstein belehnt wurde, ist keine weitere Belehnung bekannt.
1552 soll Markgraf Albrecht von Brandenburg Bischofstein vergeblich belagert haben. Dies ist jedoch nicht zu belegen.
Der Dreißigjährige Krieg richtete an der Mosel großen Schaden an, so z. B. auch am 26. Oktober 1631, als Truppen des schwedischen Königs Gustav II. Adolf in das nahe Münstermaifeld einfielen. Ein detailliertes Visitationsprotokoll der Ausstattung der Burgkapelle von 1680 lässt aber den Schluss zu, dass die Burg den Krieg unbeschadet überstanden hat. Im Pfälzischen Erbfolgekrieg 1689 wurde schließlich die Burg durch die französischen Truppen Ludwigs XIV. zerstört.
In den von den Franzosen 1794 annektierten linksrheinischen Territorien des Deutschen Reiches wurden durch den Aufhebungsbeschluss von 1802 die meisten kirchlichen Besitztümer aufgelöst und der französischen Verwaltung als Nationalgut unterstellt. Dies betraf auch die Ruine Bischofstein, die dem St.-Castor-Stift in Karden gehörte. Sie wurde am 29. September 1803 in einer Versteigerung von der Departementverwaltung für 330 Franc an den Burgener Winzer Nicolaus Artz verkauft.
1824 wird von einem Wohnhaus mit sieben Einwohnern auf Burg Bischofstein berichtet. Danach liegen die Besitzverhältnisse im Dunkeln.

### 1880 bis heute

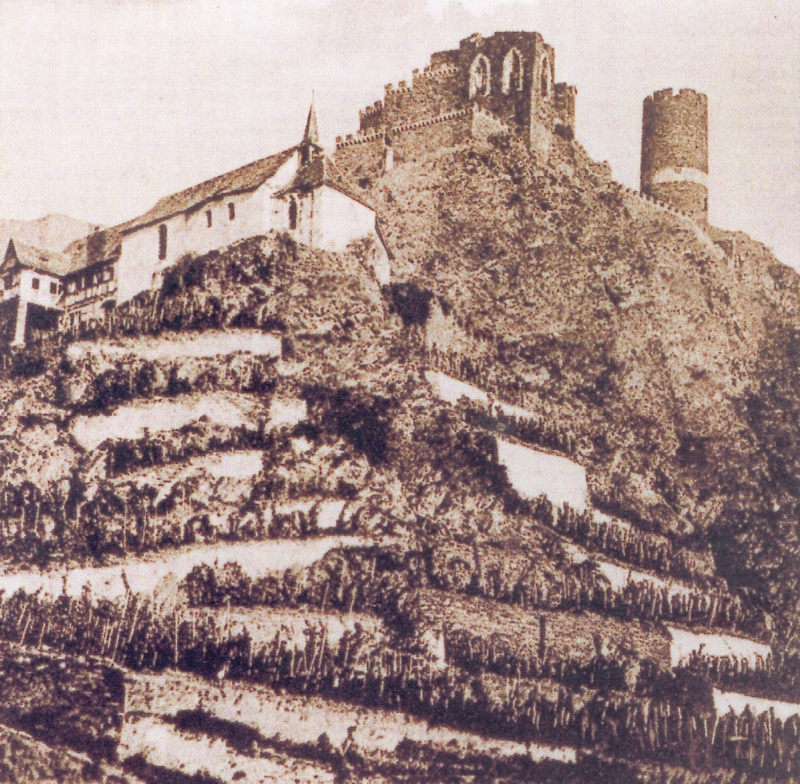
Das älteste Foto von Burg Bischofstein (vor 1884)

1880 kaufte Johann Franz Bienen aus Rheinberg die Burg. Am 11. April 1930 verkauften deren Erben sie für 8000 Reichsmark an den Darmstädter Kaufmann Erich Deku, der sie schon bald als Feriendomizil wieder aufbaute. Sie wurde dabei nicht rekonstruiert, sondern unter Verwendung der erhaltenen Mauern neu erbaut. Dafür musste auch eine Zufahrt für Baufahrzeuge geschaffen werden, die zum Teil durch Felssprengungen realisiert wurde. Deku legte zur Ausstattung der Burg eine umfangreiche Kunstsammlung an. Darunter befand sich auch ein Flügelaltar von 1530.
Der Wiederaufbau in der heutigen Form wurde von der Familie Neuerburg aus Trier 1937/38 vollendet. Die Witwe Aenny Neuerburg hatte die Burg von der Familie Decku ersteigert, nachdem 1936 ein Konkursverfahren gegen Erich Deku eröffnet worden war, dem auch die gesamte Kunstsammlung zum Opfer fiel.
1941–1946 diente die Burg Bischofstein als Genesungsheim für Soldaten, als Kriegslazarett und Flüchtlingsheim unter Leitung von Aenny Neuerburg. Danach übernahm der Sohn Raymund Neuerburg mit seiner Familie die Leitung auf der Burg und machte sie zu einer Fremdenpension. Nach dem Tod von Aenny 1953, bot Familie Neuerburg 1954 die Burg zum Verkauf an.
Seit Anfang der 1950er Jahre bemühte sich das Fichte-Gymnasium Krefeld um den Erwerb eines eigenen Schullandheims. Von allen Objekten, die dem neu gegründeten „Schullandheim Fichte-Gymnasium e. V.“ zum Kauf angeboten wurden, erwies sich die Burg Bischofstein an der Mosel hinsichtlich des baulichen Zustandes und der räumlichen Verhältnisse als das geeignetste. Am 29. Juni 1954 konnte mit dem Testamentsvollstrecker der verstorbenen Frau Neuerburg ein Kaufvertrag über den Erwerb der Burg abgeschlossen werden. Die Besitzübergabe erfolgte am 1. Juli 1954.

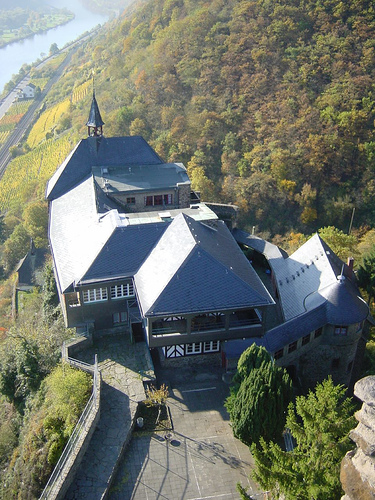
Blick vom Bergfried auf das Gebäude

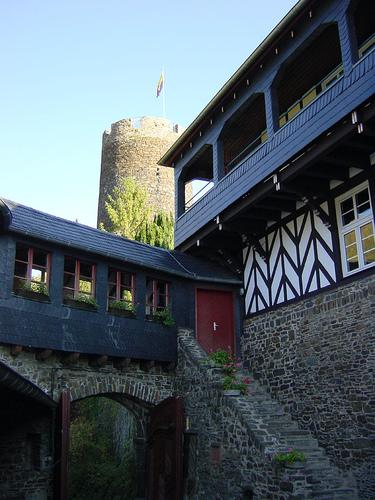
Die Burg Bischofstein (fotografiert vom unteren Burghof aus)

Burg Bischofstein steht heute unter Denkmalschutz, jedoch nicht als 800 Jahre alte Burg, sondern als Beispiel für den Baustil der 1930er Jahre, in dem sie wiederaufgebaut wurde.
2012 wurde ein Hausbockbefall auf der gesamten Burg festgestellt, wonach die Burg 2014 aufwendig saniert wurde. Dazu musste der Wohntrakt vollständig in einer speziellen Alufolie eingepackt und auf 70 Grad Celsius erwärmt werden.
Die Burg weist neben vier Schlafsälen mit insgesamt 38 Betten, zwei Lehrerzimmer, einen Aufenthaltsraum, einen Speise- und Unterrichtsraum, einen Tischtennis- und Kickerraum im ehemaligen Rittersaal, eine Küche, sowie Vorratsräume auf.

## Bergfried

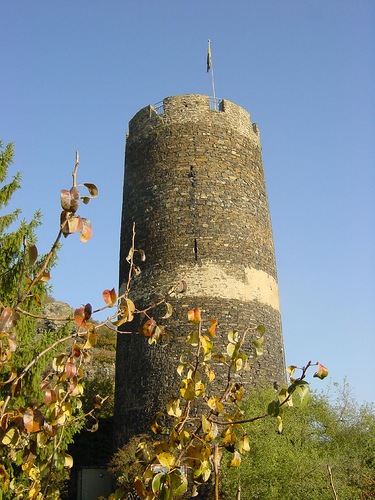
Der Bergfried mit seinem weißen Ring

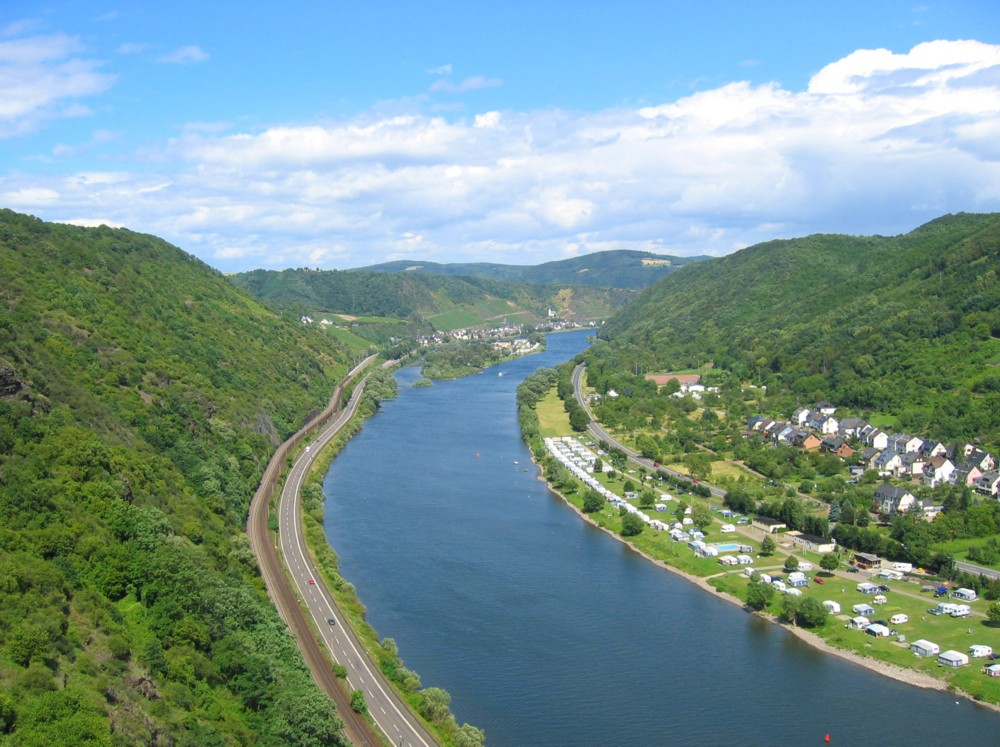
Blick vom Bergfried auf die Mosel und Hatzenport

Der 25 Meter hohe Bergfried fällt schon von weitem durch seinen weißen Ring etwa auf mittlerer Höhe auf. Hierbei handelt es sich um ein verbliebenes Stück Putz. Im Spätmittelalter war es im mitteleuropäischen Raum üblich, dass die Bergfriede durchgehend verputzt waren. Durch Witterungseinflüsse ist dieser Putz im Lauf der Jahrhunderte größtenteils verschwunden.
Im Jahr 1997 wurde der Bergfried saniert. Die Zinnen wurden neu aufgemauert und die Turmplattform neu gegossen. Im Burgturm wurde nach mittelalterlichem Vorbild eine neue Holztreppe eingebaut. Damit ist der Turm wieder problemlos besteigbar, und jeder Besucher kann den Ausblick auf die Mosel genießen.

### Sagen rund um den Turm
Im Laufe der Zeit haben sich manche Sagen und Vermutungen um den Bergfried und seinen weißen Ring gesponnen.
Eine erzählt, Räuberbanden hätten auf dem Handelsweg, den die Burg beschützen sollte, regelmäßig Händler überfallen. Um dem ein Ende zu setzen, habe der Bischof von Trier einen Ring auf den Burgturm aufputzen lassen, und jeder gefangene Räuber sei dort zur Warnung für Seinesgleichen aufgehängt worden.
Eine andere Sage erzählt, dass es ein gigantisches Hochwasser gegeben haben soll, dessen Hochwassermarke der Ring darstellt.
Eine weitere Version behauptet, der Bischof von Trier habe den Burgherrn aus einer misslichen Lage befreit. Zum Dank habe dieser in der Höhe des Trierer Moselpegels einen Ring als Symbol für den Bischofsring an den Turm anbringen lassen.

## Burgkapelle St. Stephanus
Burg Bischofstein besitzt wie jede mittelalterliche Burg eine Burgkapelle. Sie ist dem heiligen Stephanus geweiht. Die Kapelle wurde ebenfalls in den 1930er Jahren wiederaufgebaut. 1995 wurde die Kapelle komplett im mittelalterlichen Stil renoviert.
Das Prunkstück der Kapelle ist eine Tür, die aus dem herausragenden barocken Chorgestühl der Mainzer Kartause stammt. Dieses war 1723–1726 unter Leitung des Hamburger Kunstschreiners Johann Justus Schacht gefertigt worden. Es ist mit reichen Intarsien geschmückt. Nach der Aufhebung der Kartause wurde es 1787 für den Trierer Dom erworben. Dort ist es größtenteils noch heute im Ostchor und Westchor zu bewundern. Allerdings hatte das Domkapitel 1890 18 Teile der Rückwände (Dorsalien) über den Kunsthandel an den Berliner Bankier Adolf von Rath verkaufen lassen. Nach der Versteigerung der Rath'schen Kunstsammlungen 1933 landeten 17 schließlich im Metropolitan Museum of Art in New York. Drei sind dort dargestellt, 14 wurden 1952 der Trierer Domkirche zurückgegeben. Der erwähnte Sammler Deku erwarb 1933 ein Teil des Chorgestühls aus der Rath'schen Sammlung für die Burg Bischofstein. Allerdings erwarb er nur den Architekturrahmen, die innere Türverkleidung, eine Intarsienarbeit, ist anderer Herkunft. Als 1937 das gesamte Burginventar bei Hahn in Frankfurt versteigert wurde, blieb nur die Kapellentür erhalten. 1994 plante der Eigentümer der Burg einen Verkauf dieses wichtigen Zeugnisses der mittelrheinischen Kunstgeschichte über Sotheby’s oder Christie’s, was vermutlich dazu geführt hätte, dass es unzugänglich in einer Privatsammlung verschwunden wäre. Allerdings konnte das Landesamt für Denkmalpflege, das namhafte Zuschüsse für die Burgerhaltung geleistet hatte, die Versteigerung abwenden.

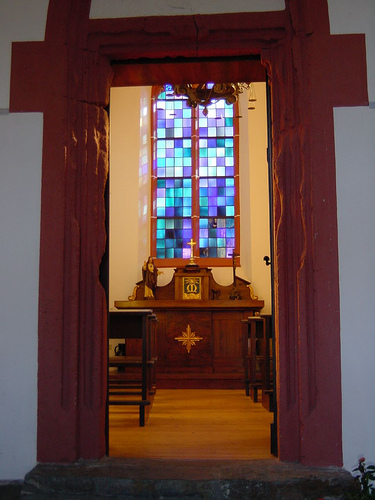
Blick in die Kapelle
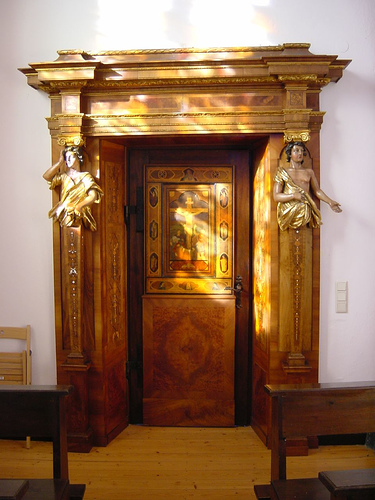
Tür aus dem Chorgestühl der Mainzer Kartause
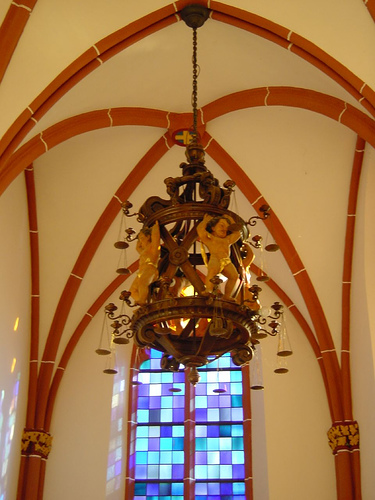
Leuchter in der Kapelle

## Sonstiges

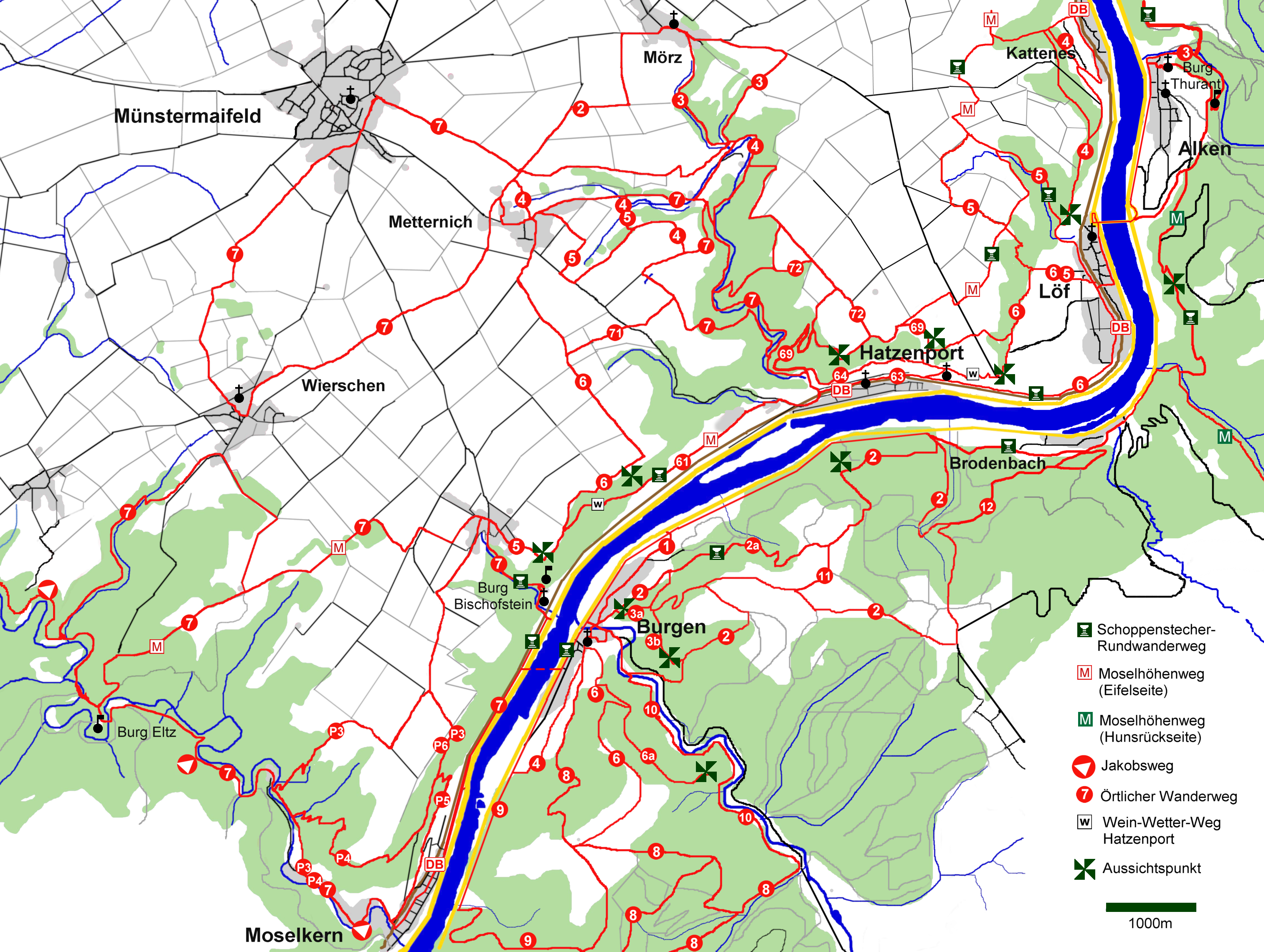
Wandern rund um Burg Bischofstein

- Durch das Grundstück der Burg Bischofstein verlaufen der Schoppenstecher-Wanderweg und der örtliche Wanderweg 7 zur Burg Eltz und zurück über Moselkern. Der Moselsteig und der Mosel-Camino des Jakobswegs führen oberhalb der Burg entlang. Der Wanderweg WeinWetterWeg der Gemeinde Hatzenport endet hier.
- Das Betreten des Burggeländes zu touristischen Zwecken ist nur nach Absprache mit dem Burgverwalter möglich. Allerdings öffnet die Burg Bischofstein jährlich zum Tag der offenen Burg im Frühjahr und zum Tag des offenen Denkmals im Herbst ihre Pforten.
- Auf halber Höhe zur Burg Bischofstein liegt die um 1200 entstandene Pauluskapelle.
- Der britische Maler William Turner besuchte auf seinen Reisen durch Deutschland 1824 und 1839 die Mosel. Dabei fertigte er zahlreiche Bleistiftskizzen an, die er später als freie Grundlage für Gemälde verwendete. Zwei Gemälde setzen sich dabei mit Burg Bischofstein auseinander.
- Burg Bischofstein ist jedes Jahr im Spätsommer Endpunkt der TorTour, einer 190 Kilometer langen Radtour mit Startpunkt in Krefeld.